# Vampires (canção)
"Vampires" é a nona faixa do segundo álbum da banda de hard rock Godsmack, Awake. A música é inteiramente instrumental com um pouco de diálogo de um programa de televisão chamado Mysterious Forces Beyond. A música foi nomeada ao Grammy de "Melhor Música Instrumental de Rock" em 2001.